# Раян Вочомурка
Раян Вочомурка (англ. Ryan Wochomurka; нар. 20 червня 1983) — американський плавець.
Призер Чемпіонату світу з водних видів спорту 2003 року.